# Kaivopuisto

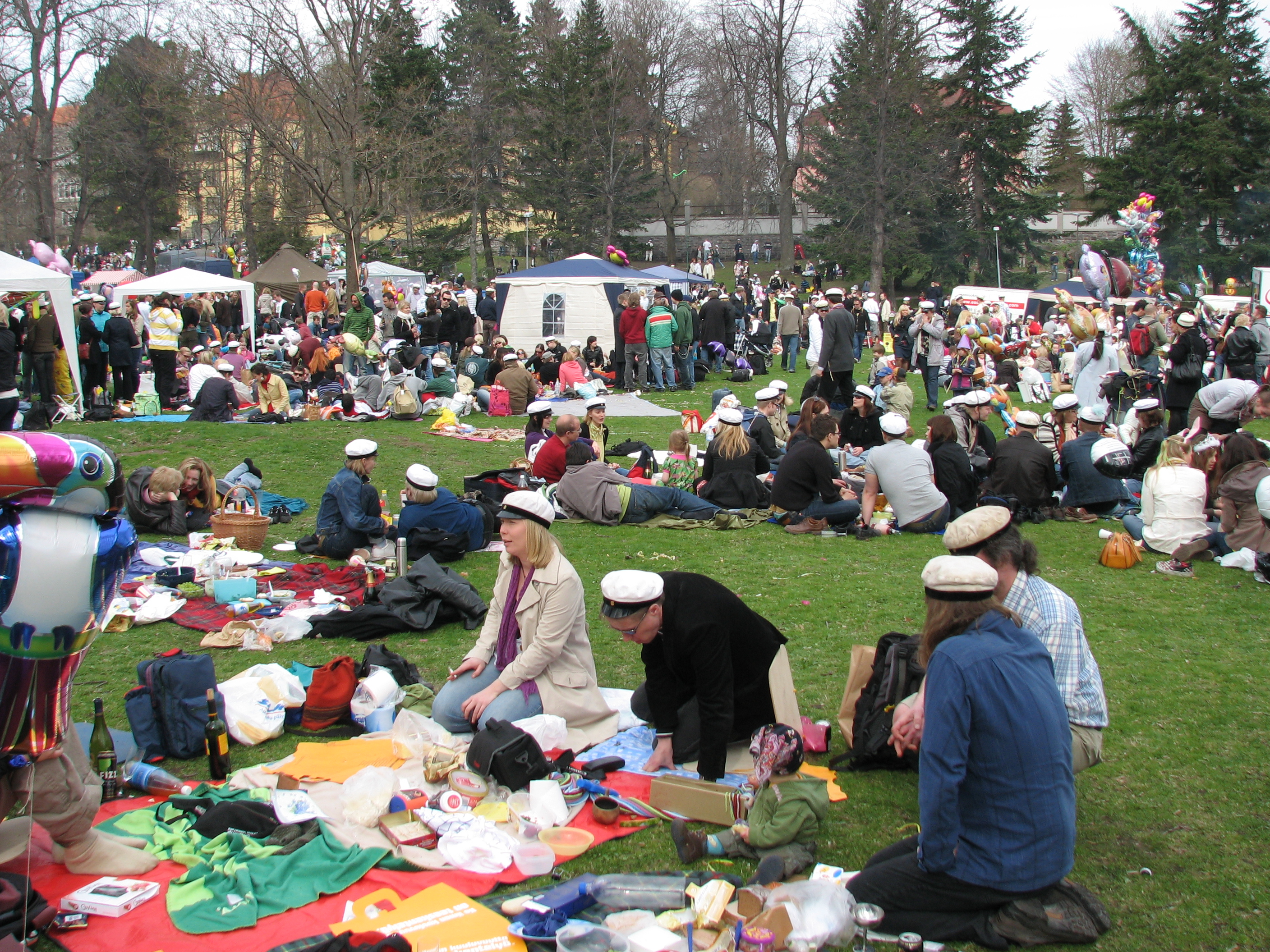
Piknik w święto pracy

Kaivopuisto (szw. Brunnsparken), pot. Kaivari – park w Helsinkach. Również nazwa dzielnicy w bezpośrednim otoczeniu parku, w której znajdują się ambasady kilku państw. W najwyższym miejscu parku znajduje się obserwatorium astronomiczne Ursa udostępnione do zwiedzania.

## Położenie
Park znajduje się na południe od ścisłego centrum miasta w odległości kilku minut spacerem od Kauppatori. Przylega bezpośrednio do Zatoki Fińskiej.  

## Historia
Jest najstarszym parkiem miasta. Został założony w latach 30. XIX wieku jako uzdrowisko i był własnością namiestnika Rosji (Finlandia była wówczas pod panowaniem rosyjskim). W roku 1866 teren parku przeszedł na własność miasta. W 1926 w centrum parku wybudowano obserwatorium astronomiczne.

## Wydarzenia
Park jest popularnym miejscem spacerów. W zimie na najwyższym wzniesieniu w parku uprawia się amatorsko saneczkarstwo. W Vappu w parku odbywa się piknik, w którym bierze udział kilkanaście tysięcy uczestników. Od lat 70. park jest również miejscem koncertów plenerowych.